# Epotele Bazamba
Epotele Bazamba (13 maggio 1976) è un ex calciatore della Repubblica Democratica del Congo, di ruolo centrocampista.

## Carriera

### Nazionale

#### Zaire
Ha debuttato con la Nazionale zairiana il 9 aprile 1997, in Zaire-Zambia (2-2), gara in cui ha siglato la rete del momentaneo 2-1 al minuto 51. Ha collezionato in totale, con la Nazionale zairiana, due presenze e una rete.

#### Repubblica Democratica del Congo
Ha debuttato con la Nazionale congolese l'8 giugno 1997, in Repubblica del Congo-RD del Congo (1-0). Ha partecipato, con la Nazionale congolese, alla Coppa d'Africa 1998 e alla Coppa d'Africa 2000. Ha collezionato in totale, con la maglia della Nazionale congolese, 16 presenze.

## Statistiche

### Cronologia presenze e reti in nazionale

#### Zaire
| Cronologia completa delle presenze e delle reti in nazionale ― Zaire | Cronologia completa delle presenze e delle reti in nazionale ― Zaire | Cronologia completa delle presenze e delle reti in nazionale ― Zaire | Cronologia completa delle presenze e delle reti in nazionale ― Zaire | Cronologia completa delle presenze e delle reti in nazionale ― Zaire | Cronologia completa delle presenze e delle reti in nazionale ― Zaire | Cronologia completa delle presenze e delle reti in nazionale ― Zaire | Cronologia completa delle presenze e delle reti in nazionale ― Zaire |
| Data                                                                 | Città                                                                | In casa                                                              | Risultato                                                            | Ospiti                                                               | Competizione                                                         | Reti                                                                 | Note                                                                 |
| -------------------------------------------------------------------- | -------------------------------------------------------------------- | -------------------------------------------------------------------- | -------------------------------------------------------------------- | -------------------------------------------------------------------- | -------------------------------------------------------------------- | -------------------------------------------------------------------- | -------------------------------------------------------------------- |
| 09-04-1997                                                           | Harare                                                               | Zaire                                                                | 2 – 1                                                                | Zambia                                                               | Qual. Mondiali 1998                                                  | 1                                                                    | 51’ 78’                                                              |
| 27-04-1997                                                           | Lomé                                                                 | Zaire                                                                | 1 – 2                                                                | Sudafrica                                                            | Qual. Mondiali 1998                                                  | -                                                                    | 56’                                                                  |
| Totale                                                               |                                                                      | Presenze                                                             | 2                                                                    |                                                                      | Reti                                                                 | 1                                                                    |                                                                      |

#### Repubblica Democratica del Congo
| Cronologia completa delle presenze e delle reti in nazionale ― RD del Congo | Cronologia completa delle presenze e delle reti in nazionale ― RD del Congo | Cronologia completa delle presenze e delle reti in nazionale ― RD del Congo | Cronologia completa delle presenze e delle reti in nazionale ― RD del Congo | Cronologia completa delle presenze e delle reti in nazionale ― RD del Congo | Cronologia completa delle presenze e delle reti in nazionale ― RD del Congo | Cronologia completa delle presenze e delle reti in nazionale ― RD del Congo | Cronologia completa delle presenze e delle reti in nazionale ― RD del Congo |
| Data                                                                        | Città                                                                       | In casa                                                                     | Risultato                                                                   | Ospiti                                                                      | Competizione                                                                | Reti                                                                        | Note                                                                        |
| --------------------------------------------------------------------------- | --------------------------------------------------------------------------- | --------------------------------------------------------------------------- | --------------------------------------------------------------------------- | --------------------------------------------------------------------------- | --------------------------------------------------------------------------- | --------------------------------------------------------------------------- | --------------------------------------------------------------------------- |
| 08-06-1997                                                                  | Pointe-Noire                                                                | Rep. del Congo                                                              | 1 – 0                                                                       | RD del Congo                                                                | Qual. Mondiali 1998                                                         | -                                                                           | 67’                                                                         |
| 22-06-1997                                                                  | Monrovia                                                                    | Liberia                                                                     | 2 – 1                                                                       | RD del Congo                                                                | Qual. Coppa d'Africa 1998                                                   | -                                                                           |                                                                             |
| 16-08-1997                                                                  | Lusaka                                                                      | Zambia                                                                      | 2 – 0                                                                       | RD del Congo                                                                | Qual. Mondiali 1998                                                         | -                                                                           | 46’                                                                         |
| 09-02-1998                                                                  | Ouagadougou                                                                 | RD del Congo                                                                | 2 – 1                                                                       | Togo                                                                        | Coppa d'Africa 1998                                                         | -                                                                           |                                                                             |
| 12-02-1998                                                                  | Ouagadougou                                                                 | Tunisia                                                                     | 2 – 1                                                                       | RD del Congo                                                                | Coppa d'Africa 1998                                                         | -                                                                           | 82’                                                                         |
| 16-02-1998                                                                  | Ouagadougou                                                                 | RD del Congo                                                                | 1 – 0                                                                       | Ghana                                                                       | Coppa d'Africa 1998                                                         | -                                                                           |                                                                             |
| 20-02-1998                                                                  | Bobo-Dioulasso                                                              | Camerun                                                                     | 0 – 1                                                                       | RD del Congo                                                                | Coppa d'Africa 1998 - Quarti di finale                                      | -                                                                           | 88’                                                                         |
| 25-02-1998                                                                  | Ouagadougou                                                                 | RD del Congo                                                                | 0 – 1 dts                                                                   | Rep. del Congo                                                              | Coppa d'Africa 1998 - Semifinale                                            | -                                                                           | 91’                                                                         |
| 02-02-2000                                                                  | Accra                                                                       | Gabon                                                                       | 0 – 0                                                                       | RD del Congo                                                                | Coppa d'Africa 2000                                                         | -                                                                           |                                                                             |
| 23-04-2000                                                                  | Kinshasa                                                                    | RD del Congo                                                                | 9 – 1                                                                       | Gibuti                                                                      | Qual. Mondiali 2002                                                         | -                                                                           | 53’                                                                         |
| 17-06-2000                                                                  | Antananarivo                                                                | Madagascar                                                                  | 3 – 0                                                                       | RD del Congo                                                                | Qual. Mondiali 2002                                                         | -                                                                           |                                                                             |
| 02-07-2000                                                                  | Bangui                                                                      | Rep. Centrafricana                                                          | 1 – 1                                                                       | RD del Congo                                                                | Qual. Coppa d'Africa 2002                                                   | -                                                                           |                                                                             |
| 09-07-2000                                                                  | Kinshasa                                                                    | RD del Congo                                                                | 2 – 0                                                                       | Rep. del Congo                                                              | Qual. Mondiali 2002                                                         | -                                                                           | 32’                                                                         |
| 03-09-2000                                                                  | Harare                                                                      | Zimbabwe                                                                    | 3 – 2                                                                       | RD del Congo                                                                | Coppa d'Africa 2002                                                         | -                                                                           |                                                                             |
| 24-10-2001                                                                  | Arusha                                                                      | Tanzania                                                                    | 2 – 2                                                                       | RD del Congo                                                                | Amichevole                                                                  | -                                                                           | 83’                                                                         |
| 27-10-2001                                                                  | Mwanza                                                                      | Uganda                                                                      | 1 – 0                                                                       | RD del Congo                                                                | Amichevole                                                                  | -                                                                           | 68’                                                                         |
| Totale                                                                      |                                                                             | Presenze                                                                    | 16                                                                          |                                                                             | Reti                                                                        | 0                                                                           |                                                                             |

## Palmarès

### Club

#### Competizioni nazionali
- Coppa della Repubblica Democratica del Congo: 3

AS Dragons: 1997, 1998, 1999